# Idrotalcite-2H
L'idrotalcite-2H è un minerale ed è un dimorfo dell'idrotalcite; precedentemente era considerata dall'Associazione Mineralogica Internazionale (IMA) come specie a sé stante col nome di manasseite, ma non è stata più riconosciuta dal 2012 nell'ambito della definizione del supergruppo dell'idrotalcite.
La sua composizione chimica è Mg6Al2(CO3)(OH)16 • 4(H2O).

## Etimologia e storia
Inizialmente chiamata manasseite, nome scelto da Clifford Frondel nel 1940 in onore di Ernesto Manasse [1875-1922], professore di mineralogia presso l'Università di Firenze (Italia). Il termine idrotalcite, invece, è dovuto al suo aspetto simile al talco e per il contenuto di acqua (dal greco antico ὕδωρ hýdor, "acqua").

## Classificazione
Nella Classificazione Strunz-mindat l'idrotalcite-2H è comunque classificata nella classe dei "carbonati (nitrati)" e da lì nella sottoclasse "carbonati con anioni aggiuntivi, con H2O", suddivisa in base alle dimensioni dei cationi coinvolti, tanto che il minerale si trova elencato nella sezione "con cationi di medie dimensioni" dove forma il sistema nº 5.DA.45 insieme a stichtite-2H, brugnatellite, clormagaluminite, piroaurite-2H, zaccagnaite e liudongshengite.
Nella classificazione dei minerali secondo Dana, usata principalmente nel mondo anglosassone, l'idrotalcite-2H è elencata nella classe "carbonati idrati contenenti idrossile o alogeni" e da lì nella sottoclasse "gruppo dell'idrotalcite-sjögrenite (sottogruppo sjögrenite: esagonale)" dove forma il sistema nº 16b.6.1.

## Abito cristallino
L'idrotalcite-2H cristallizza nel sistema esagonale nel gruppo spaziale P63/mmc (gruppo nº 194) con i parametri reticolari a = 6,12 Å, c = 15,34 Å, oltre a una unità di formula per cella unitaria.

## Origine e giacitura
L'idrotalcite-2H si forma come minerale secondario nelle rocce ultramafiche in associazione a idrotalcite, serpentino e dolomite.
In Italia il minerale non è stato trovato; altri siti sono Cajati (Brasile); nella contea di Orange (Stato di New York, Stati Uniti); negli oblast' di Chelyabinsk, Murmansk e Sverdlovsk (Russia); a Filipstad (Svezia); Gmina Łazy (Polonia); a Modum e Bergen (Norvegia); Dunabogdány (Ungheria); nell'arrondissement di Céret (Francia); a Třebenice (Repubblica Ceca); a Tundža (Bulgaria).